# Ritratto di signora del cavalier Masoch
Il Ritratto di signora del cavalier Masoch per intercessione della beata Maria Goretti è un copione teatrale  scritto da Carmelo Bene. Le prove per la sua possibile messa in scena vennero fatte a Forte dei Marmi, ma per difficoltà tecniche dovute all'incapacità di Lydia Mancinelli di calarsi nel personaggio, non andò mai in scena durante la vita dell'autore. Di lei Carmelo Bene dice:
"Non ce la faceva Lydia. Non veniva fuori la terza dalla prima persona [...] Non era stupida Lydia. Magari lo fosse stata".
Lo spettacolo era progettato in due parti (due incubi, secondo la definizione beniana) con due soli personaggi Semprelei e Luisolo, la cui interpretazione sarebbe dovuta essere riservata rispettivamente alla Mancinelli e a Bene.
Fu invece portato in scena dal regista Gianpiero Borgia al Festival di Spoleto nel 2004.